# Landtagsgebäude (Liechtenstein)

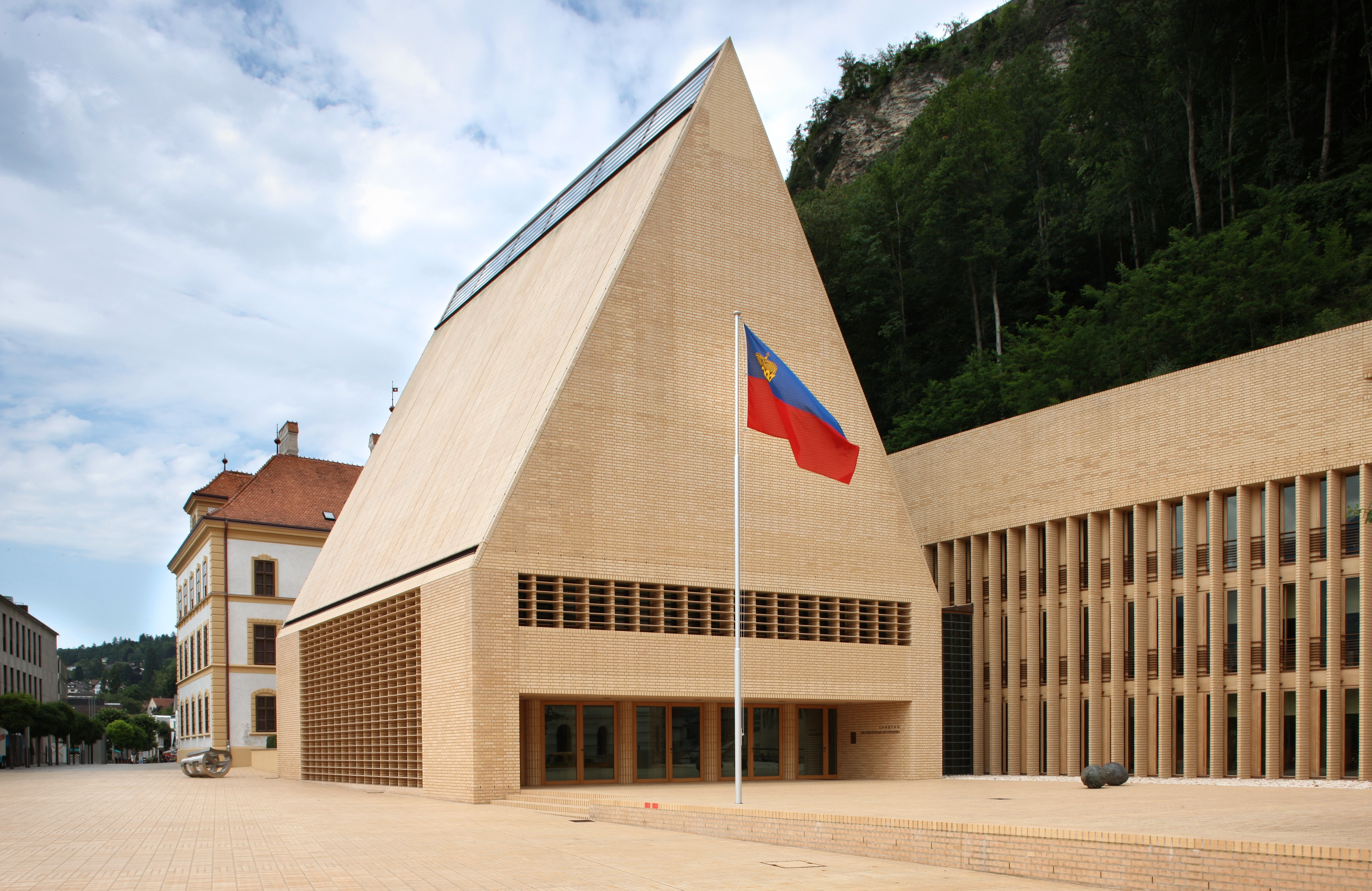
Das Landtagsgebäude des Fürstentums Liechtenstein

Das Landtagsgebäude des Fürstentums Liechtenstein in Vaduz wurde im Jahr 2008 eröffnet und ist seither Sitz des Landtags des Fürstentums Liechtenstein. Das vom deutschen Architekten Hansjörg Göritz entworfene Bauwerk setzt sich aus den drei Gebäudeteilen Hohes Haus, Verbindendes Haus und Langes Haus zusammen.

## Lage
Das Landtagsgebäude befindet sich im Zentrum von Vaduz am Peter-Kaiser-Platz. Südlich des Gebäudes ist das Regierungsgebäude gelegen und nördlich davon befindet sich das sogenannte Verweserhaus, das heute vom Liechtensteinischen Landesmuseum genutzt wird.

## Vorgeschichte

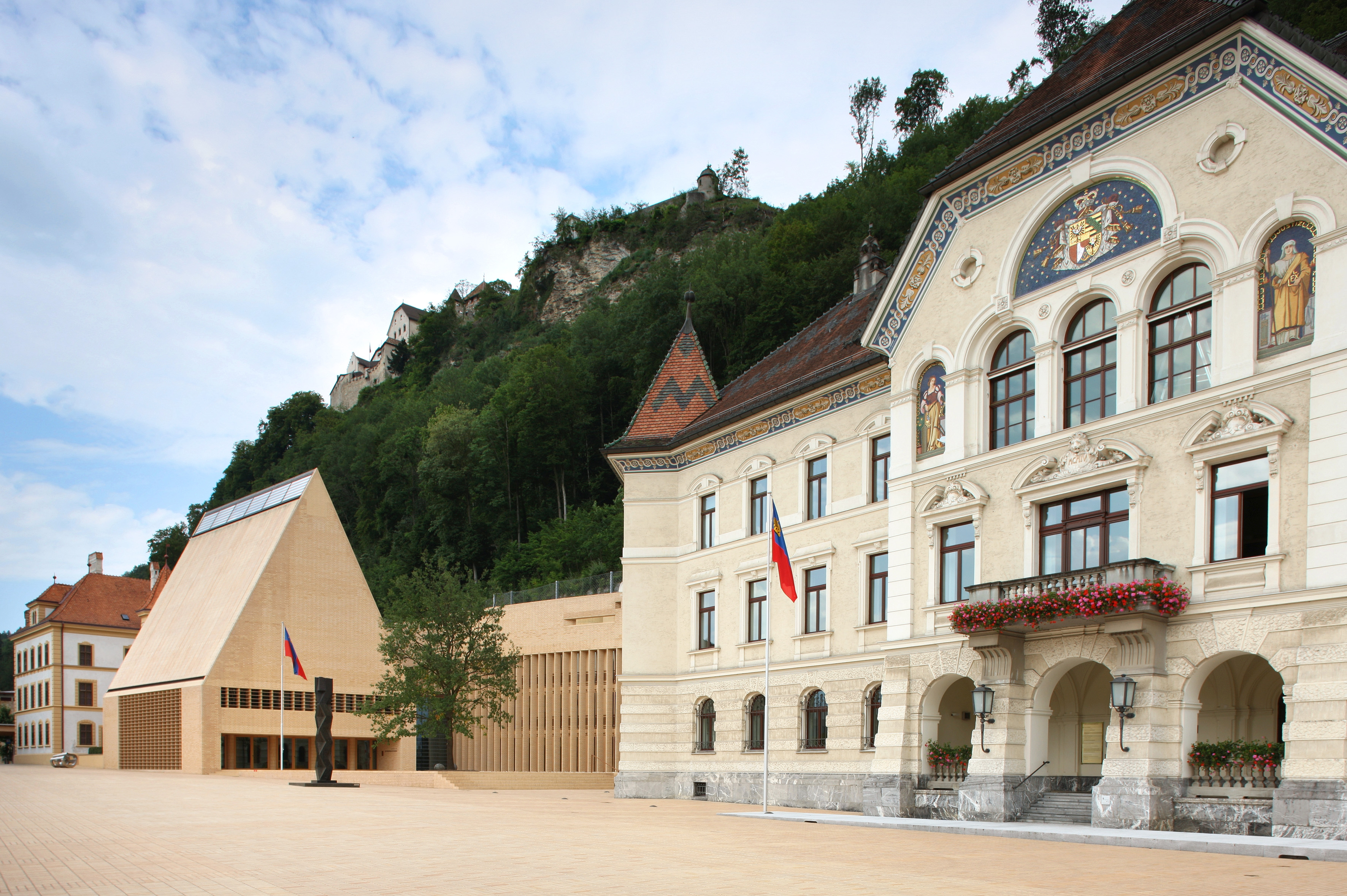
Tagungsorte des Landtages: Das Regierungsgebäude (v.r.), das Landtagsgebäude (m.l.) und das Verweserhaus (h.l)

Der Landtag als Institution wurde durch die Verfassung von 1818 geschaffen. Seither wurden die Landtagssitzungen in verschiedenen Gebäuden abgehalten: In den Jahren 1818 bis 1862 diente die Landvogtei – das spätere Verweserhaus – dem Landtag als Sitzungsgebäude. 1862 bis 1867 tagte der Landtag im ehemaligen Gasthaus Kirchtaler (heute Vaduzerhof), und in den Jahren 1866/1867 wurde schliesslich das erste Parlamentsgebäude errichtet, in dem von 1868 bis 1905 der Landtag seine Sitzungen abhielt. Mit der Eröffnung des Regierungsgebäudes im Jahr 1905 zog der Landtag in den Landtagsaal im zweiten Stock des Regierungsgebäudes. Während zweimaliger Renovationsarbeiten konnte das Regierungsgebäude nicht genutzt werden, sodass der Landtag in den Jahren 1969–1970 und 1989–1995 im Rheinbergerhaus, dem Geburtshaus des Komponisten Josef Gabriel Rheinberger, tagte.

## Baugeschichte
Im April und November des Jahres 1998 beschloss der Landtag einen Verpflichtungskredit in der Höhe von 36 Mio. CHF für den Bau eines Landtagsgebäudes im Zentrum von Vaduz. In der Folge wurde für das Projekt ein Wettbewerb mit Laufzeit bis Dezember 2000 ausgeschrieben, welchen schliesslich der deutsche Architekt Hansjörg Göritz gewann. Im Dezember 2002 begannen die Bauarbeiten mit der Baugrubensicherung, und ab April 2004 folgte der Bau der Hochbauten. Am 15. Februar 2008 konnte schliesslich die offizielle Eröffnung des Gebäudes gefeiert werden, und am 21. Februar tagte der Landtag das erste Mal im neuen Landtagsgebäude.
Die Kosten für die gesamte Überbauung betrugen rund 42.2 Mio. CHF, wobei über eine Million Klinkersteine, 600 Tonnen Stahl und 5‘800 Kubikmeter Beton verbaut wurden.

## Beschreibung
Das Landtagsgebäude setzt sich aus den drei Gebäudeteilen Hohes Haus, Verbindendes Haus und Langes Haus zusammen, wobei das Verbindende Haus zur baulichen Verbindung der beiden anderen Gebäudeteile dient.

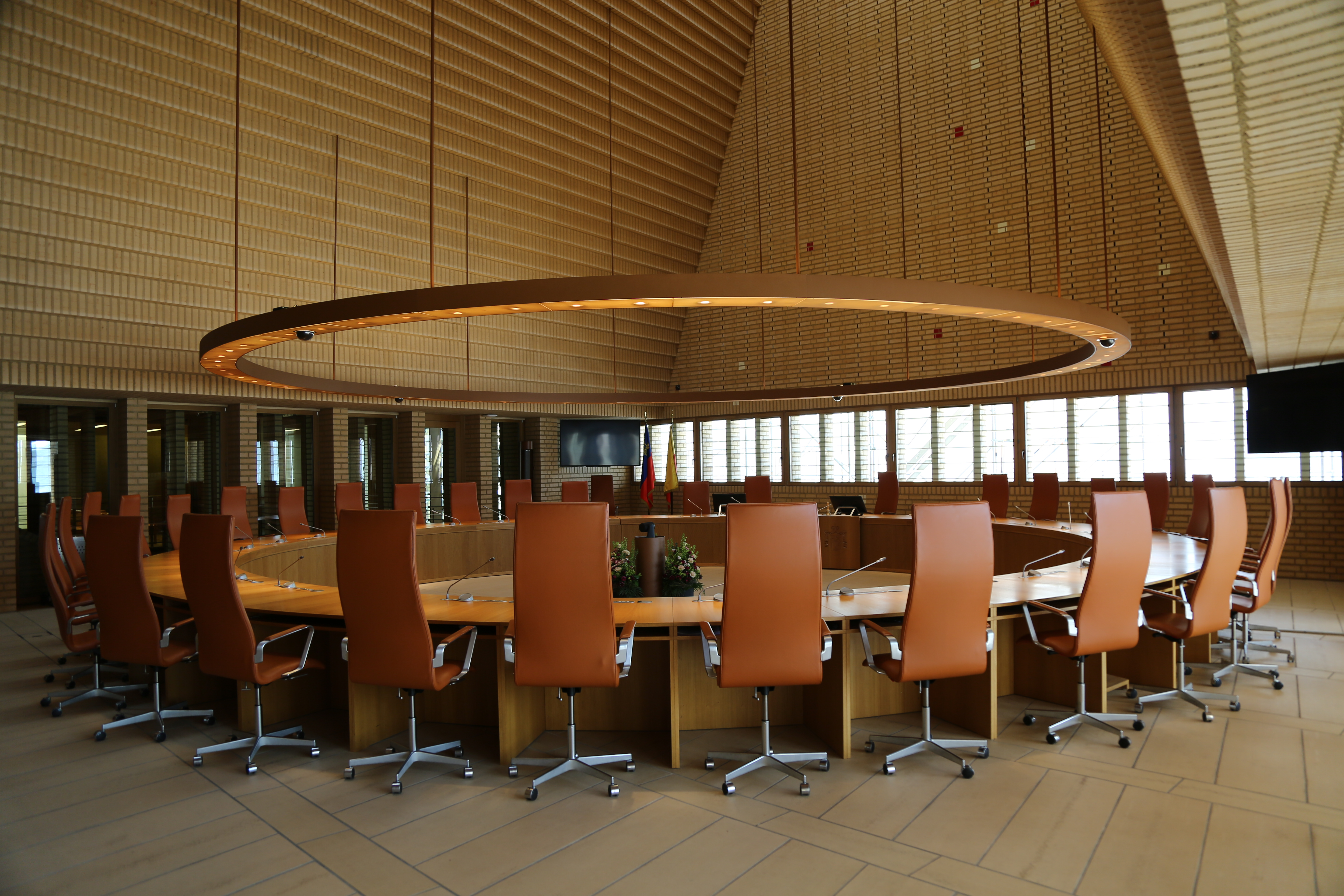
Der Plenarsaal

### Hohes Haus
Herzstück des Hohen Hauses ist der Plenarsaal, in dem die Sitzungen des Landtages stattfinden. Die 25 Landtagsabgeordneten – und auch die fünf Regierungsmitglieder sowie das Landtagssekretariat – finden dabei alle an einem einzigen runden Tisch (d. h. kreisförmig aufgestellte einzelne Tische) Platz, was für ein nationales Parlament in Europa eine einzigartige Sitzanordnung darstellt. Der Plenarsaal selbst ist rund 19 Meter hoch.
Im unteren Bereich des Hohen Hauses befindet sich der Haupteingang mit Eingangshalle, der bei wichtigen Besuchen und Anlässen von einem blauen Teppich geschmückt wird. Im Gegensatz dazu wird beim Eingangsbereich des Regierungsgebäudes bei wichtigen Anlässen und Besuchen ein roter Teppich ausgelegt.

### Langes Haus

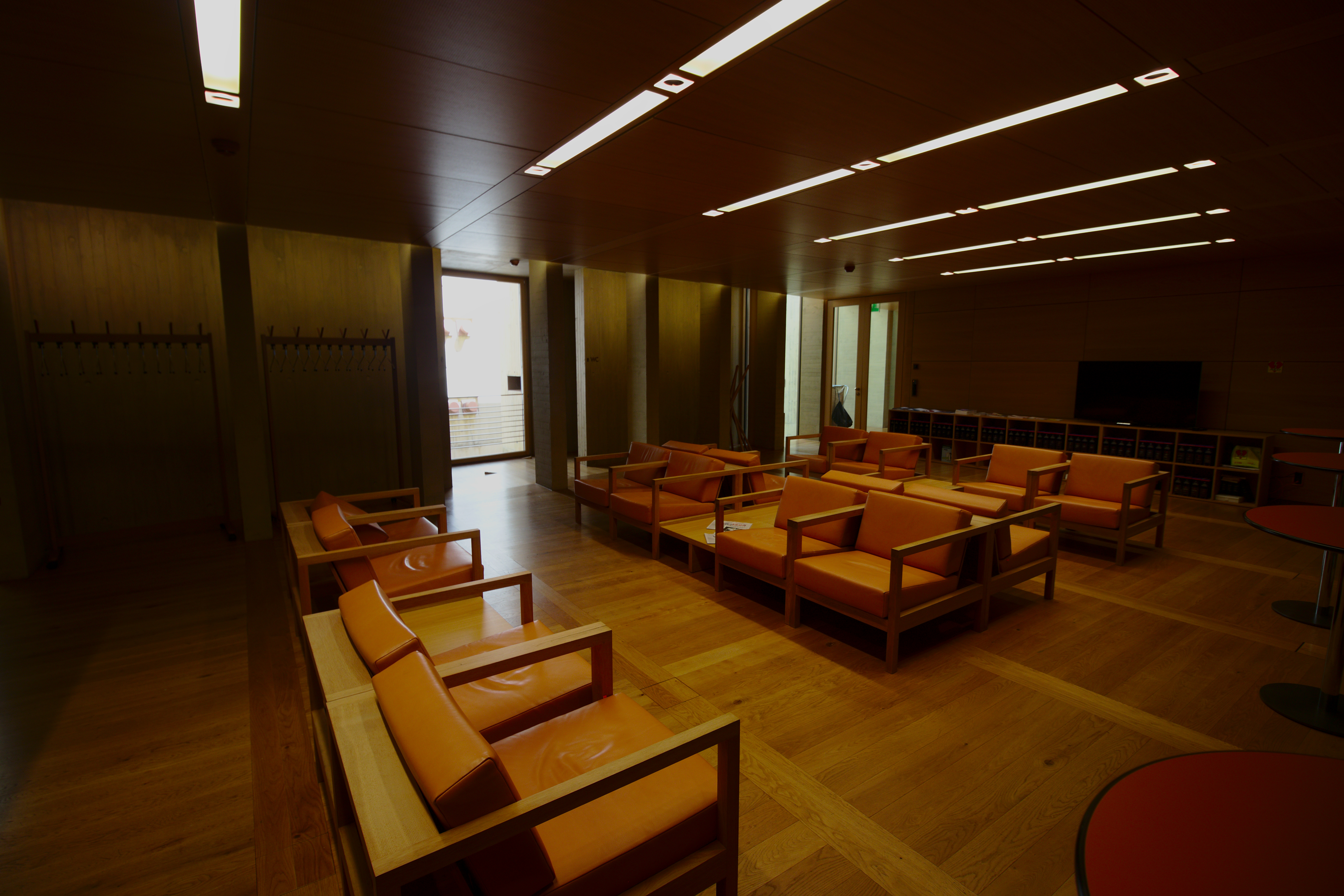
Lounge im Langen Haus

Das Lange Haus beherbergt verschiedene Sitzungszimmer und Aufenthaltsräume für die Landtagsabgeordneten und die vom Landtag angestellten Mitarbeiter. So befinden sich im Untergeschoss zwei Sitzungszimmer, das Landtagsarchiv, eine Bibliothek und eine Cafeteria. Im ersten Stock des Langen Hauses wurde eine Lounge eingerichtet, in der sich die Landtagsabgeordneten in den Pausen zurückziehen können. Ausserdem sind im ersten Stockwerk die Büroräumlichkeiten des sechsköpfigen Landessekretariates untergebracht. Im zweiten Stockwerk befinden sich die Fraktionsräume der drei im Parlament vertretenen Parteien sowie die Büros des Landtagspräsidenten und der Landtagsvizepräsidentin. Das Gebäude wird durch eine Dachterrasse abgeschlossen, die bei zusätzlichem Platzbedarf zu weiteren Büroräumlichkeiten umgebaut werden könnte.

### Landesführungsraum
Unterhalb des Peter-Kaiser-Platzes befindet sich eine Parkgarage mit über 50 Parkplätzen. Auf dieser Höhe wurde ausserdem ein rund 500 Quadratmeter grosser Landesführungsraum erbaut, in den sich die Regierung mit weiteren Vertretern der verschiedenen Rettungsorganisationen in extremen Ausnahmesituationen zurückziehen kann, um von dort die Koordination der Katastrophenhilfe weiterführen zu können.

## Bilder

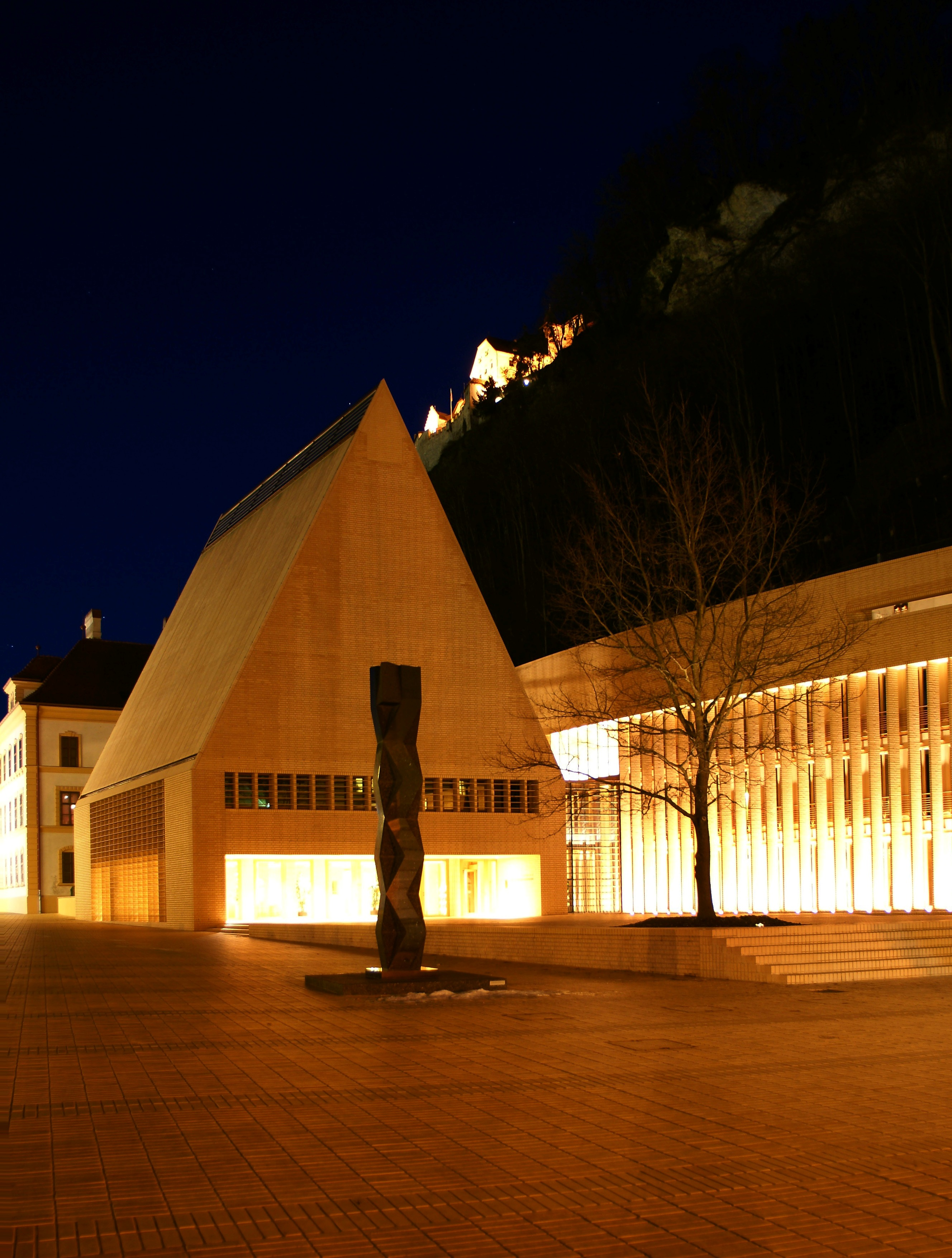
Hohes und Langes Haus bei Dunkelheit

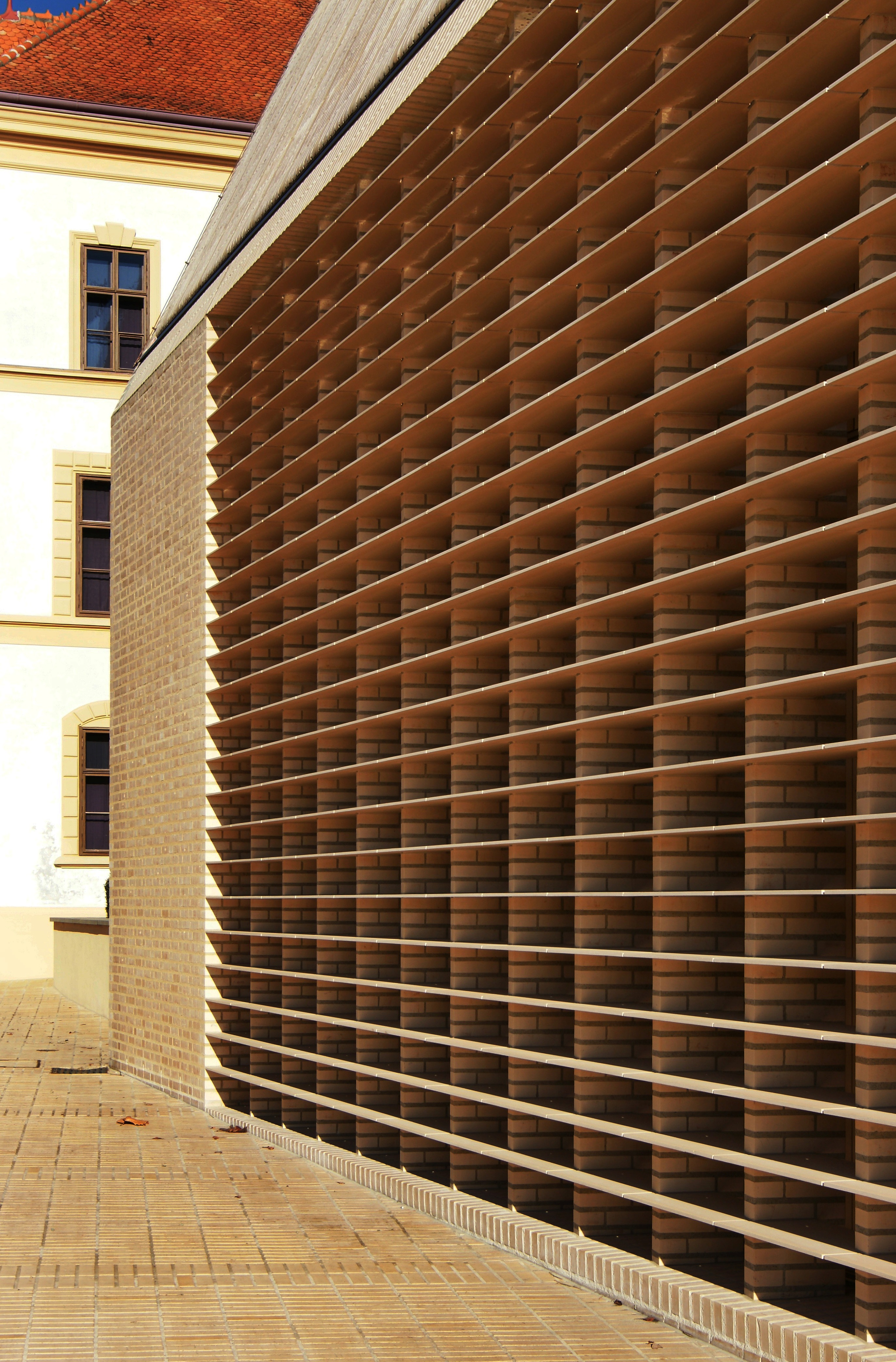
Fassade an der Westseite des Hohen Hauses

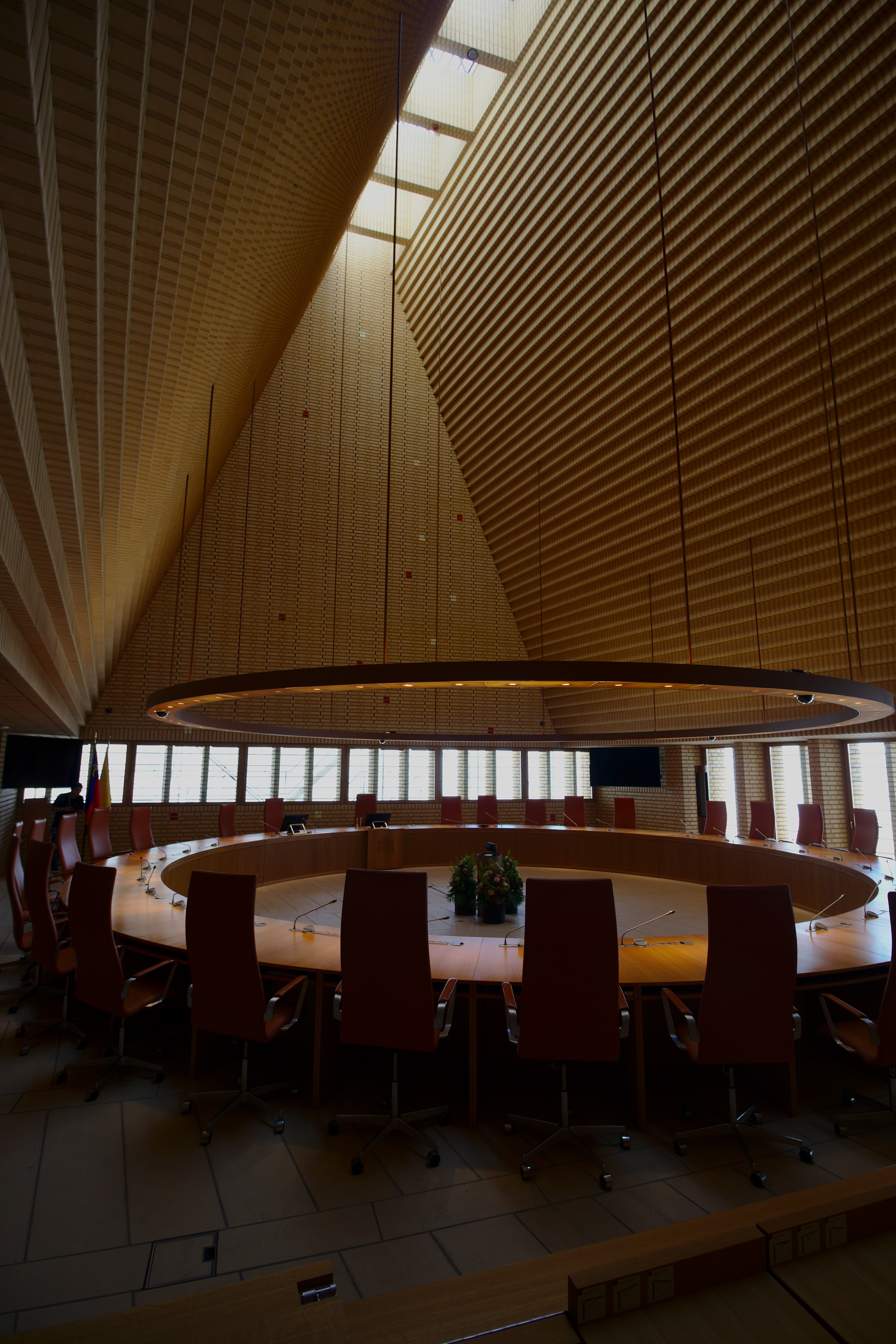
Das steile Dach mit Oberlicht im Plenarsaal

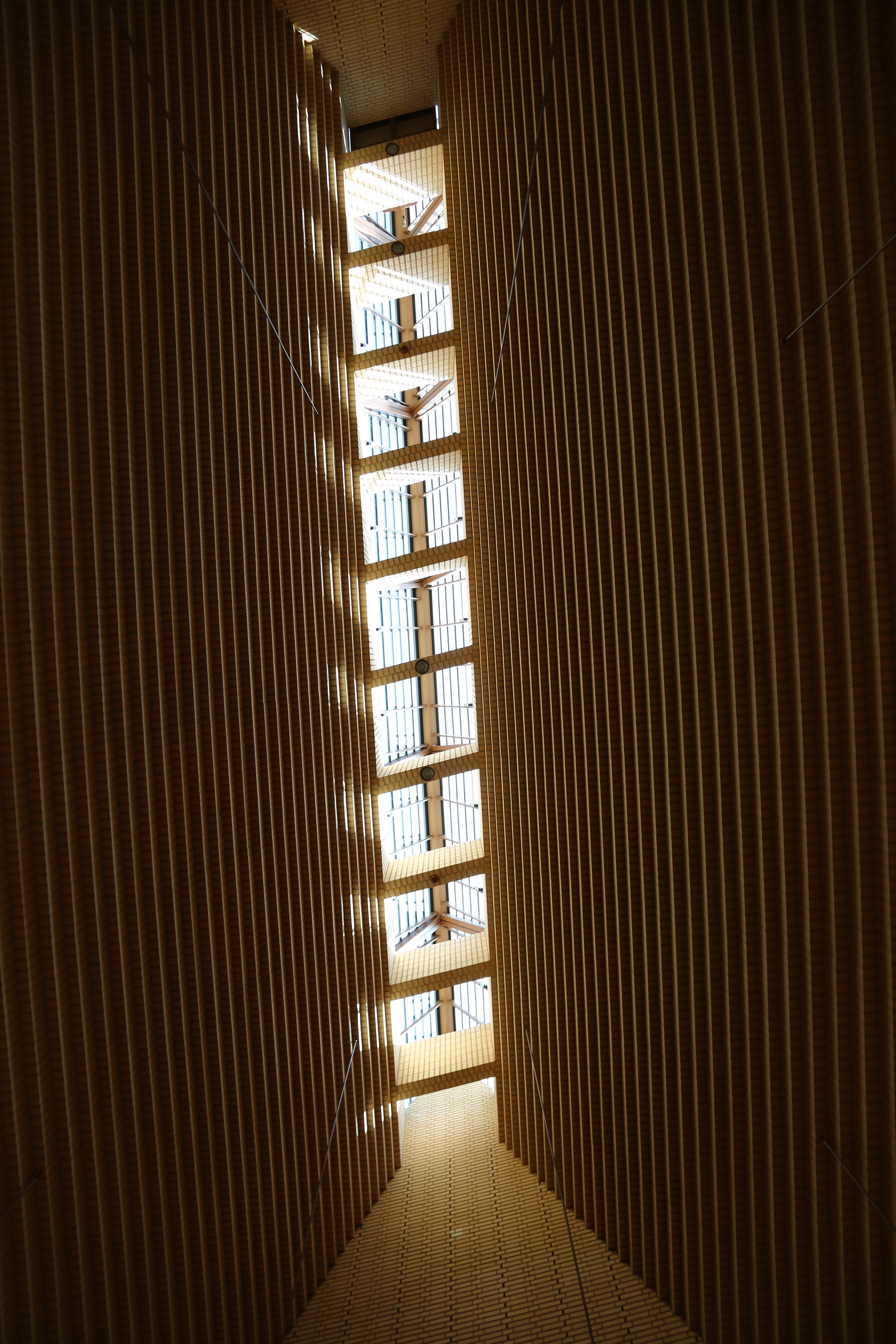
Dachfenster über ganze Länge des Plenarsaals

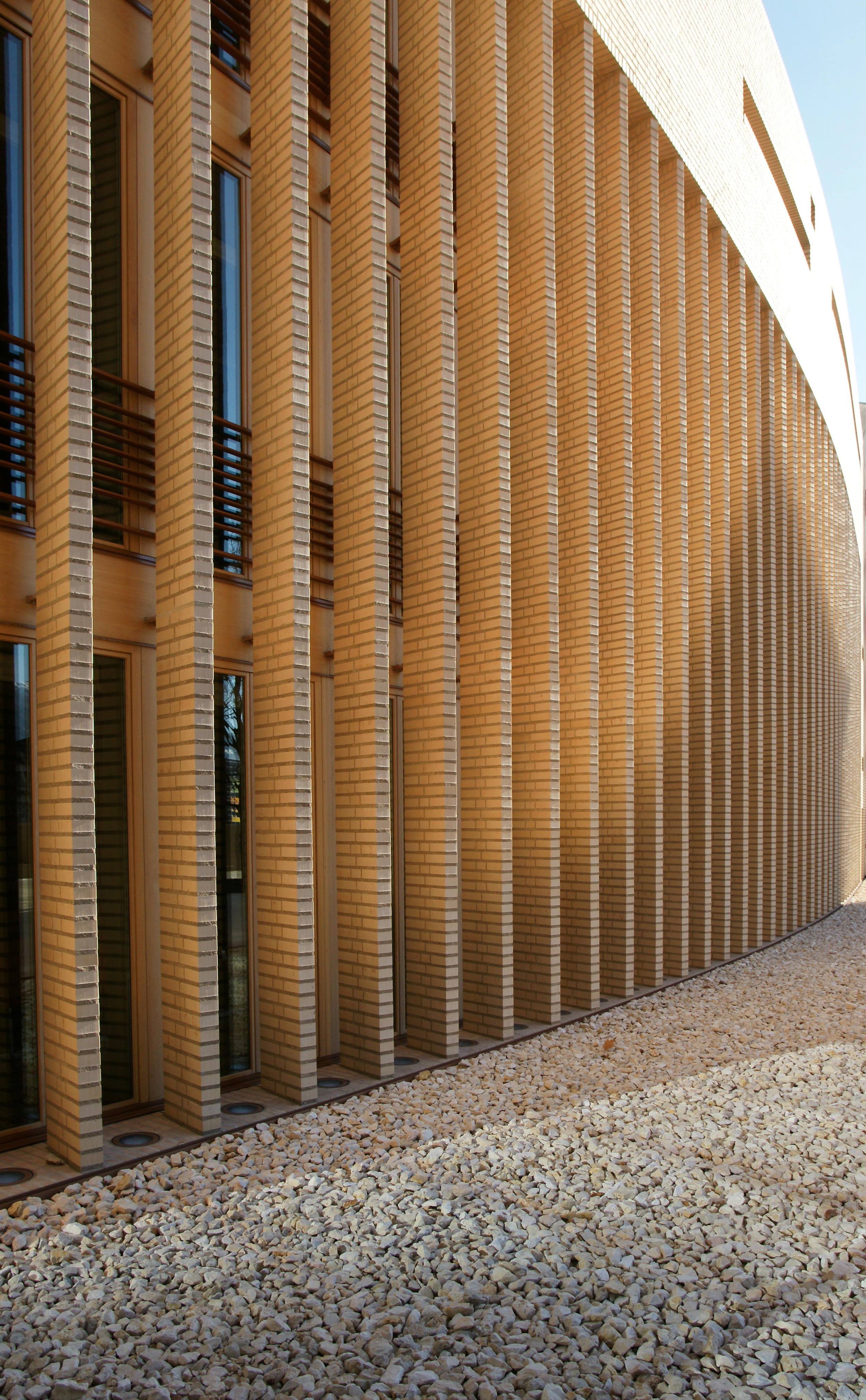
Westseite des Langen Hauses

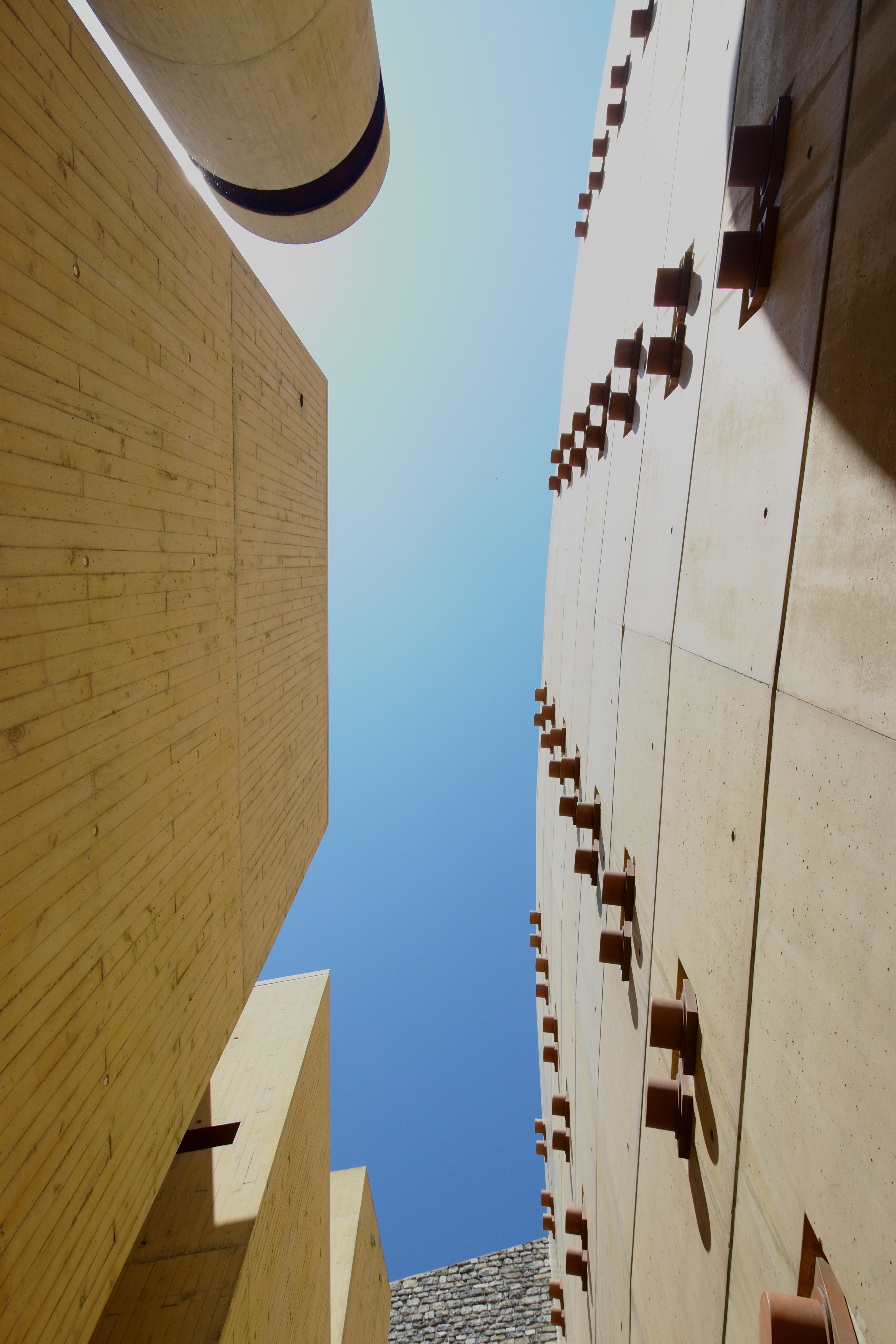
Hangsicherung hinter dem Langen Haus